# Caridina norvestica
Caridina norvestica е вид десетоного от семейство Atyidae.

## Разпространение и местообитание
Видът е разпространен в Мадагаскар.
Обитава сладководни басейни, реки и потоци.